# Mortier de 50 mm modèle 1935
 (mai 2018).
Le mortier de 50 mm modèle 1935 de l'armée française « était une sorte de petit lance-grenades à angle constant tirant un projectile meurtrier et constituant, en quelque sorte, l'artillerie des fantassins ».

## Historique
Étudié à partir de 1931 par la MAC, ce modèle de mortier pesait 11 kg et pouvait expédier à 320 m un projectile de 900 g.

Comme dans tous les mortiers de fortification, le chargement s'effectuait par la culasse. La distance de tir se réglait avec un petit volant qui actionnait un évent d'échappement des gaz. Il tirait une petite bombe à ailettes de 950 g dont 95 g d'explosif NX.
Prévu à l'origine pour équiper les créneaux de casemate de défense des fossés, qui seront en fait pour la plupart ajournés, le mortier de 50 mm devait être finalement installé dans de nombreux emplacements grâce à différents montages.
En fait, sur les 1 600 exemplaires livrés en 1939, 1 009 d'entre eux seulement équipaient les cloches GFM type A et les créneaux de casemate. Les montages destinés aux cloches GFM B (107), aux cloches à embrasure verticale (75), aux créneaux FM sous béton (494) et aux créneaux de porte (45) n'étaient toujours pas réalisés en 1940, les mortiers qui leur étaient destinés ne furent donc pas utilisés.
À noter que dans certains ouvrages on eut recours à des solutions artisanales pour monter quand même le mortier à l'emplacement prévu.

## Différents montages
- Cloche lance-grenades : cloche dédiée au mortier de 50 mm.
- Sous cloche GFM.
  - Cloche GFM type « A » : le mortier était mis en place dans le créneau du FM ou celui de l'épiscope d'observation ; il pouvait tirer, sous un angle de 20°, jusqu'à 700 m. En 1940, toutes les cloches GFM type A étaient équipées de leur mortier (907 dans le Nord-Est et 102 dans les Alpes).
  - Cloche GFM type « B » : les créneaux de la cloche type B étant différents de ceux de la cloche type A, un nouveau montage devait être mis au point. En 1940 les montages n'ayant pas été encore fabriqués, aucune cloche GFM type B n'était pourvue de son mortier.
- Sous tourelle pour une arme mixte et un mortier : le mortier pouvait tirer alors que la tourelle était éclipsée car le mortier traversait à 45° le dessus cuirassé de la tourelle. En 1940 toutes les tourelles (7) avaient reçu leur mortier.
- Créneau sous casemate : le mortier de 50 mm avait été étudié spécifiquement pour les casemates de flanquement des fossés. La quasi-totalité des fossés n'ayant pas été construits, pour des raisons budgétaires principalement, seuls les 13 casemates existantes furent équipées du mortier de 50 mm.
- Créneau « sous béton » : il avait été prévu de monter un mortier de 50 mm, à la place du FM, dans certains créneaux de caponnière. Les montages n'avaient pas été livrés en 1940.
- Casemates « Pamart » : les deux créneaux originels des casemates Pamart devaient être transformés en créneaux similaires à ceux de la cloche GFM type « A » pour recevoir les mêmes équipements et donc, éventuellement, le mortier de 50 mm.
- Créneaux observatoire « sous béton » : le créneau observatoire « sous béton » de certains ouvrages du Sud-Est[3] devaient eux aussi être transformés en créneaux similaires à ceux de la cloche GFM type « A » pour recevoir les mêmes équipements et donc, éventuellement, le mortier de 50 mm.

## Spécifications techniques
- Calibre : 50 mm
- Masse du matériel : 11 kg
- Angle de tir vertical : 
  - sous cloche : 20° ;
  - sous béton : 45°.
- Portée maximale([4]) :
  - sous 20° : 750 m ;
  - sous 45° : 1 070 m.
- Portée minimale :
  - sous 20° : 53 m ;
  - sous 45° : 69 m.
- Cadence de tir :
  - un tireur : 10 à 15 coups/min ;
  - un tireur et un servant : 25 à 30 coups/min.
- Poids du support cloche : 11 kg
- Munition :
  - Masse de l'obus : 950 g ;
  - Poids d'explosif : 95 g d'explosif NX ;
  - Fusée : fusée 21/28B mod. 1935.

## Fonctionnement
L’arme se compose essentiellement d’une boîte culasse sur laquelle est assemblé le dispositif d’échappement des gaz puis, sur ce dernier, le tube du mortier.

Le tir se fait à charge unique, la portée se réglant par l’échappement de gaz à la hauteur de la culasse ; plus de gaz s’échappe à la base du tube, plus la portée est réduite. L’échappement des gaz se règle au moyen d’un régulateur de pression (soupape) réglé par un volant de manœuvre à 10 positions (la position 10 correspond à la position fermée, c’est-à-dire la portée maximale).
La cadence maximum de tir est de 10 à 15 coups à la minute par un seul servant, mais elle peut atteindre 25 à 30 coups lorsque deux hommes assurent le service de l’arme.
Le mortier se compose de cinq parties principales :
- le tube canon, long de 45 cm, au calibre de 50 mm. Il est assemblé à sa partie postérieure au dispositif d’échappement des gaz et présente à l’extérieur un filetage interrompu pour la fixation sur le support.
- la boîte de culasse, assemblée sur le dispositif d’échappement des gaz avec, en arrière et à gauche, le renfort du logement de l’arrêtoir de culasse, au-dessus l’échancrure d’introduction avec, en avant et à droite, le dégagement du levier de manœuvre de culasse et, au-dessous, le logement du pontet avec l’échancrure pour le chien et la fenêtre d’évacuation des crasses.

À l’intérieur de la boîte de culasse se trouvent le filetage d’assemblage, le ressort d’arrêtoir de culasse, les rainures pour le guidage des tenons de verrouillage de culasse et la rainure pour le passage de la butée d’armement et de sécurité. La boite de culasse reçoit le pontet et l’arrêtoir de culasse.
La culasse est chargée d’assurer la mise en place du projectile et l’obturation au départ du coup. Elle comporte une tête mobile, un obturateur en matière plastique, le cylindre antérieur qui sert à l’appui de l’obturateur et qui est percé, perpendiculairement à son axe, d’un canal d’évacuation des gaz, le cylindre postérieur avec ses tenons de guidage, la butée d’armement et de sécurité et le logement du manchon. Le verrou est constitué par une bague qui tourne par rapport à la culasse et porte deux tenons de verrouillage et un levier de manœuvre. Le manchon est monté à baïonnette sur la tête mobile qui maintient l’assemblage des pièces par la pression d’un ressort.
Le système de percussion et de détente avec le percuteur et son ressort et le chien relié par son axe au pontet et qui comporte un cran de l’armé et un bec d’accrochage du verrou de sécurité. Le système de détente comporte la détente gâchette et son ressort. Le ressort du chien et le ressort de détente sont constitués par un ressort unique. Sur le pontet se trouvent un dispositif de sûreté qui empêche le fonctionnement de la détente au gré du tireur (levier de sûreté) et un dispositif de sécurité qui empêche le départ du coup si la culasse n’est pas verrouillée.
Le dispositif d’échappement des gaz est monté sur un raccord reliant la boite de culasse au canon. Il comporte un régulateur à soupape et un tube d’évacuation. Sur la tige graduée de soupape sont gravées 10 graduations et son volant de manœuvre comporte lui-même quatre divisions. Au-dessous se trouve un orifice pour l’évacuation des crasses.
À l’intérieur du dispositif d’échappement des gaz, on distingue un cône de forcement pour la mise à poste du projectile, une partie tronconique pour servir de siège à l’obturateur et les épaulements d’appui des tenons de verrouillage. Le tube d’évacuation des gaz dirige vers l’extérieur de la casemate les gaz issus du système d’échappement. Sa partie supérieure est taillée en biseau.
Au départ du coup, la culasse est fermée ; les tenons de verrouillage sont sur leurs épaulements d’appui, le chien est à l’abattu et le ressort de chien et de détente est débandé.
La culasse est ouverte à la main ce qui crée le déverrouillage, l’ouverture, l’armé et la mise en œuvre de la sécurité.
À la fermeture, un projectile est chargé, la culasse est verrouillée par rotation du verrou. La butée d’armement et de sécurité rencontre la butée du verrou de sécurité et la pousse vers l’avant. Le bec d’accrochage du verrou cesse d’être en prise sur le bec du chien qui peut alors tourner.
Lorsqu’on appuie sur la détente, elle pivote autour de son axe, le bec de gâchette libère le cran d’armé du chien et celui-ci frappe le talon du percuteur.
À la position « sûreté », le levier s’oppose à la mise en place du doigt du tireur sur la détente. En outre, son axe cylindrique bloque la détente gâchette. À la position « tir », le doigt du tireur peut agir sur la détente et une entaille sur l’axe du levier permet à la détente gâchette de pivoter.[réf. nécessaire]

## Critique
« Ces mortiers se sont révélés très vulnérables, le mortier de la casemate Nord et celui de la casemate Sud ont eu dès le début du tir (10 minutes) leurs tubes traversés par une balle perforante allemande. De plus, le mortier de la casemate Sud s’est enrayé et la culasse s’est déverrouillée au départ du coup et est venue frapper violemment à la poitrine du Sergent Geyer, chef de casemate qui tirait avec cette arme (accident dû probablement à l’obturateur). »

— Rapport du lieutenant Metzinger, commandant le CEO 1 au chef de bataillon commandant le 1er bataillon du 70e RIF (secteur fortifié de Haguenau), 19 novembre 1939.